# Classe Blake
La classe Blake est une classe de croiseurs protégés de 1re classe construite par la Royal Navy à la fin du XIXe siècle.
Obsolètes au déclenchement de la Première Guerre mondiale, ils servirent de navires de dépôt. Le HMS Blenheim servit de soutien durant la bataille des Dardanelles.

## Les unités de la classe
| Nom          | Lancement        | Mise en service | Chantier naval                                   | Fin de carrière | Photo |
| ------------ | ---------------- | --------------- | ------------------------------------------------ | --------------- | ----- |
| HMS Blake    | 23 novembre 1889 | 2 février 1892  | Chatham Dockyard Chatham                         | 9 juin 1922     |       |
| HMS Blenheim | 5 juillet 1890   | 26 mai 1894     | Thames Ironworks and Shipbuilding Company Tamise | 13 juillet 1926 |       |

## Source
- (en) Cet article est partiellement ou en totalité issu de l’article de Wikipédia en anglais intitulé « Blake-class cruiser » (voir la liste des auteurs).